# 邵奇惠
邵奇惠（1934年6月—），男，江苏宜兴人。中华人民共和国政治人物。

## 生平
邵奇惠是江苏省宜兴县高塍镇人。早年供职于哈尔滨林业机械厂，1979年起历任林机厂工艺科长、副厂长、总工程师、党委副书记。1982年，升任厂长。1985年，任中共黑龙江省哈尔滨市委副书记。1987年，任中共齐齐哈尔市委书记。1988年，升任黑龙江省人民政府副省长。1989年，升任省长。1994年，任中华人民共和国机械工业部副部长。1998年，任国家机械工业局局长。